# Cloud (programma televisivo)
(Motto di Cloud)
Cloud è stato un programma televisivo italiano andato in onda sull'emittente Coming Soon Television nel 2012 dal lunedì al venerdì dalle 16:00 alle 18:00, condotto da Michelle Carpente e Federico Bernocchi, che trattava principalmente di cinema e secondariamente di musica e videogiochi. Erano presenti quasi tutti i giorni ospiti vip o addetti ai lavori (giornalisti e critici cinematografici) per discutere della settima arte. I telespettatori potevano interagire da casa mediante SMS e post sulla pagina Facebook.
Il nome ufficiale dei telespettatori della trasmissione, ovvero "I Clouders" , venne proposto da Nicolo' B. Caoduro, altresì noto nei programmi del canale come Doppiatore Matto.

## Rubriche
Quanto segue era la distribuzione dei vari segmenti che animavano il programma durante tutta la settimana di messa in onda.
- You Cloud: in questa parte della trasmissione, di solito collocata o a metà o verso la fine, viene data la possibilità ad un telespettatore da casa, preventivamente avvisato, di partecipare alla puntata portando con sé un trailer di un film da dedicare alle persone care.
- La Top la tua: ogni settimana mediante il sito del canale Coming Soon viene lanciato un tema, ad esempio "I più bei momenti del cinema", e gli utenti interessati devono dare la loro personale Top. Dopo una selezione ne viene scelta una e l'autore o l'autrice vengono chiamati dalla produzione a presentarla in diretta durante la trasmissione.
- B movie: spazio dedicato ai film detti di "serie B", presentati ogni lunedì da Antonio Bracco.
- Spotlight: curata da Carola Proto che ogni settimana porta in studio un approfondimento su un attore o un'attrice internazionale.
- Attori di Carattere: rubrica dedicata ai professionisti del mondo del cinema specializzati in ruoli caratteristici, presentata dalla giornalista e critica Daniela Catelli.
- Doppio: parte dedicata, generalmente il giovedì, alla carriera di un doppiatore che viene invitato in studio a svelare i segreti della professione e a raccontare la propria esperienza lavorativa.
- Home Cinema: rubrica che propone tutti i titoli dei film in uscita durante la settimana.
- Vintage: parte della trasmissione dedicata a fenomeni cinematografici, musicali o più semplici di costume, del passato recente e non.
- Comics: sezione settimanale su fumetti e manga curata dalla blogger Chiara Dehò.
- Spazio Libri: Mauro Donzelli, giornalista, critico e conduttore de I Cinepatici, propone i titoli dei libri più accattivanti del momento.
- Spazio New York: collegamento via Skype da New York con Adriano Ercolani, critico e giornalista, che assieme ai conduttori informa i telespettatori di tutte le novità cinematografiche dell'America.
- Spazio Londra: connessione diretta con la capitale inglese mediante le giornaliste Maria Letizia Maiavacca e Monica Maja Richardson che presentano i loro servizi da anteprime, premiazioni e interviste ad attori e attrici internazionali.